# El Bosque (Spagna)
El Bosque è un comune spagnolo di 1 922 abitanti situato nella comunità autonoma dell'Andalusia.

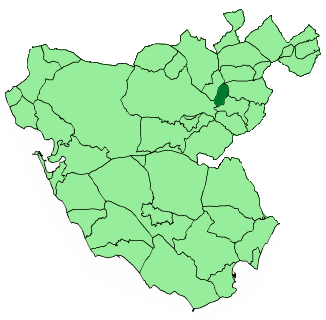
Mappa del comune nella provincia